# 徳島市勤労者体育館
徳島市勤労者体育館（とくしましきんろうしゃたいいくかん）は、徳島県徳島市津田海岸町にある体育館である。

## 施設
- 構造：鉄筋コンクリート造平家建
- 設備
  - 体育室（バレー・バスケットは1面、バドミントンは2面）
  - 研修室（84m2）
  - 休憩室（7.5畳）

## 交通
- 徳島市営バス「木材団地入口」下車徒歩約5分。